# 没人订购的爱情
没人订购的爱情（英语：Nobody Ordered Love），是1972年由罗伯特·哈特福德戴维斯执导，英格丽特·皮特、Judy Huxtable和托尼·塞尔比主演的英国恐怖片。

## 简介
在第一次世界大战电影期间，在名为“索姆湖”的地方，演员和船员之间发生的一系列悲剧事件。

## 演员
- Ingrid Pitt扮演Alice Allison
- Judy Huxtable扮演Caroline Johnson
- John Ronane扮演Paul Medbury
- Tony Selby扮演Peter Triman
- Peter Arne扮演Leo Richardstone
- Mark Eden扮演Charles
- David Weston扮演Jacques Legrand
- Janet Lynn扮演Valerie
- David Lodge扮演Sergeant
- Frank Jarvis扮演Corporal
- Barry Meteyard扮演Lieutenant
- Larry Taylor扮演Camera operator
- Heather Barbour扮演Janet
- Tricia Barnes扮演Continuity Girl
- Charles Houston扮演Assistant
- Carolyn Wilde扮演Virginia
- John Glyn-Jones扮演Harry

## 遗失
这被认为是一部丢失的电影，是英国电影协会最想获得的75部遗失电影之一。
根据英格丽德·皮特的说法，这部电影被罗伯特·哈特福德戴维带到美国。1977年，他即将在去世时要求将该电影销毁。
该电影没有动态图片，只有黑色和白色的静止画面。